# اس‌ام‌اس جی۴۱
اس‌ام‌اس جی۴۱ (به انگلیسی: SMS G41) یک کشتی بود که طول آن 79.5 meters بود. این کشتی در سال ۱۹۱۵ ساخته شد.